# Hidrastina
La hidrastina es un alcaloide descubierto en 1851 por Alfred P. Durand. La hidrólisis de la hidrastina produce hidrastinina, la cual fue patentada por Bayer como hemostático.
Se aisló de Hydrastis canadensis y otras plantas de la familia ranunculaceae.

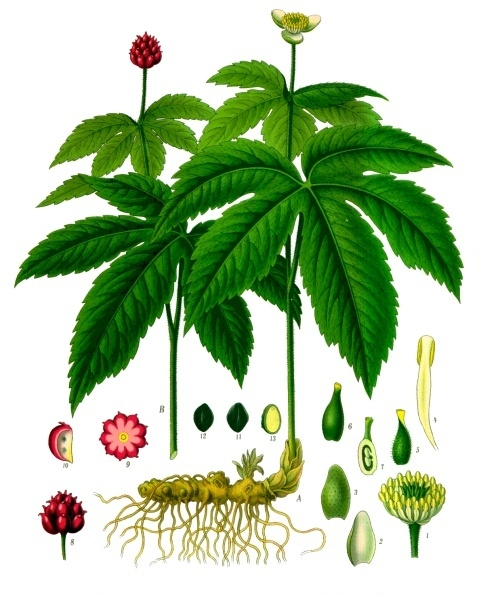
Hydrastis canadensis